# Mark Wotte
Mark Wotte (* 16. Dezember 1960 in Enschede) ist ein niederländischer ehemaliger Fußballspieler und aktueller Fußballtrainer.

## Spielerkarriere
Wotte begann seine aktive Laufbahn 1980 beim FC Vlaardingen in der Eerste Divisie, der zweithöchsten niederländischen Profiliga. Auf Anhieb schaffte er dort den Durchbruch und wurde Stammspieler. So gut seine persönliche Entwicklung war, so schlecht war die des Klubs. In der Liga reichte es nur zum vorletzten Platz und schließlich musste der Klub Insolvenz anmelden, was zum Zwangsabstieg führte. Doch Wottes Leistungen bemerkten auch die niederländischen Erstligisten, so dass er im Sommer 1981 zu Feyenoord Rotterdam wechselte. Sein Debüt in der Eredivisie gab er am 18. Oktober 1981 beim 4:2-Sieg gegen den AZ Alkmaar. Dabei wurde Wotte in der 84. Minute für André Stafleu eingewechselt. Dort kam er aber nur selten zum Einsatz und trennten sich die Wege beider im Sommer 1982 wieder. Seine letzte Erstligabegegnung absolvierte der Verteidiger am 22. Mai 1982 gegen den FC Twente Enschede, wobei er in der Startelf des Klubs stand. Bis dahin kam er lediglich auf siebzehn Ligaminuten. Wotte unterzeichnete im Sommer 1982 beim Eredivisie-Absteiger FC Den Haag, wo er wieder zu mehr Einsätzen kam. Als Absteiger verpasste man den sofortigen Wiederaufstieg. Der Verteidiger transferierte erneut und trug zur neuen Spielzeit das Trikot von Ligakonkurrent Schiedamse Voetbal Vereniging. Dort war er drei Jahre aktiv, ohne nennenswerte Erfolge zu haben. 1986 beendete Wotte im Alter von 25 Jahren seine aktive Laufbahn.

## Trainerkarriere
Bereits während seiner aktiven Zeit zog es Wotte ins Trainergeschäft. Für die Saison 1982/83 war er bereits im Nachwuchstrainerstab von ADO Den Haag tätig, ehe er ab 1983 Cheftrainer beim unterklassigen Klub VV Rijswijk, die Wotte bis 1988 betreute. Im selben Jahr warb ihn ADO Den Haag an, wo er fortan die Jugend betreute. 1990 rückte Wotte ins Trainerteam von Co Adriaanse, um die Eredivisie-Mannschaft mit zu trainieren. Nachdem dieser ausgeschieden war, wurde Wotte kurzzeitig Cheftrainer, bis Neutrainer Nol de Ruiter ihn wieder ins zweite Glied rücken ließ. 1994 lockte ihn der Amateurklub FC Lisse, wo der Fußballlehrer für zwei Jahre blieb, ehe sich Den Haag erneut meldete. Wotte übernahm von Theo Verlangen und führte das Team 1996/97 und 1997/98 in die Play-off-Runde zum Aufstieg ins niederländische Oberhaus. Diese wurden jedoch jeweils verpasst. An seiner Seite als Co-Trainer stand André Wetzel, mit dem er auch in den folgenden Jahren zusammenarbeitete. Zur neuen Saison sicherte sich der FC Utrecht die Dienste des Trainers. Nach nur einem Jahr unterzeichnete Wotte beim FC Den Bosch. Nachdem auch dieses Engagement beendet wurde, wurde der Fußballtrainer verantwortlich für die U-21-Auswahl der Niederlande, wo ihm Wetzel, damals Cheftrainer der U19-Mannschaft, erneut assistierte. Gleichzeitig arbeitet Wotte unter Louis van Gaal für die A-Nationalmannschaft. Mit der U21 wollte sich Wotte für die U-21-Fußball-Europameisterschaft 2002 qualifizieren, schaffte diese aber nicht, nachdem man in den Play-off-Spielen 2:2 und 0:1 gegen England spielte. Dabei trainierte er spätere A-Nationalmannschafts-Größen wie Dirk Kuyt und Rafael van der Vaart. Nach dem Scheitern wechselte Wotte wieder ins Vereinstrainergeschäft und löste Hans Westerhof beim Willem II Tilburg ab. Das Team hatte aber nur mittelklassige Erfolge. Nachdem der Coach Willem verlassen hatte, übernahm sein langjähriger Helfer Wetzel. Nach einem Intermezzo bei Feyenoord Rotterdam als sportlicher Leiter, wagte Wotte den Schritt ins Ausland und unterschrieb 2006 einen Vertrag beim ägyptischen Klub Ismaily SC. Nach einem halben Jahr zog es ihn wieder in die Niederlande, wo er ab November Trainer des RKC Waalwijk wurde. Nach nur einer Spielzeit mit den Waalwijkern versuchte sich Wotte in Katar bei Al-Ahli SC. Im Sommer 2008 warb ihn der englische Zweitligist FC Southampton ab, wo er als Co-Trainer zuständig sein sollte. Im Januar 2009 löste er dann Landsmann Jan Poortvliet als Chef-Trainer ab. Im Juli des gleichen Jahres, nachdem der in Deutschland geborene Markus Liebherr den Klub einen Tag zuvor aufkaufte und vor dem Bankrott rettete, wurde auch Wotte abgelöst. Kurz zuvor konnte auch er den Klassenerhalt des FCS nicht sichern, so dass der Verein in die Football League One abstieg. Noch vor Liebherrs Übernahme einigten sich der Saints-Vorstand und Wotte auf eine Weiterarbeit. Nach einem halben Jahr Pause wurde er vom rumänischen Verein FC Universitatea Craiova angeheuert. Diese befanden sich zum damaligen Zeitpunkt im Kampf um den Klassenerhalt. Bereits im Mai 2010 beurlaubten ihn die FCUC-Verantwortlichen, nachdem Wotte zwei Spiele in Folge verlor. Insgesamt gewann er nur fünf von dreizehn Partien mit Universitatea. Nur zwei Wochen später wurde er als neuer Trainer von seinem früheren Verein Ismaily SC vorgestellt. Mit ihnen startete er nicht nur in der Egyptian Premier League, sondern auch in der CAF Champions League. Über den kenianischen Klub Sofapaka FC, den Verein US Stade Tamponnaise von der Insel Réunion und dem Vertreter aus dem Sudan Al-Hilal Khartum, qualifizierte sich Wotte mit seinem Klub für die Gruppenphase des Wettbewerbs. Dort verpasste man nach nur zwei Siegen und vier Niederlagen aus sechs Spielen das Weiterkommen und platzierte sich hinter JS Kabylie, Al-Ahly Kairo, aber noch vor Heartland FC.

## Trivia
- Wotte hat zwei Söhne, Boy Wotte und Sem Wotte, die beide aktiv Fußball spielen, den Sprung in die Profiliga aber noch nicht schafften. Boy spielt aktuell in der Jugend von ADO Den Haag.[12]